# Ōyama Chūsaku
Ōyama Chūsaku (japanisch 大山忠作; geboren 5. Mai 1922 in Nihonmatsu (Präfektur Fukushima); gestorben 19. Februar 2009) war ein japanischer Maler.

## Leben und Wirken
Ōyama Chūsaku studierte Malerei unter Yamaguchi Hōshun. Er stellte regelmäßig auf der „Nitten“ aus und gewann dort Auszeichnungen für seine Bilder „Am Ufer des Teiches stehend“ (池畔に立つ, Ikebata ni tatsu) im Jahr 1952 und „Uferpartie“ (海浜, Hamabe) 1955. Für sein Werk „Die fünfhundert Arhat“ (五百羅漢, Gohyaku rakkan) erhielt er den Preis der Akademie der Künste, deren Mitglied er 1986 wurde. 1992 wurde er Geschäftsführer der Nitten und 2005 deren Vorsitzender. 
1999 wurde Ōyama als Person mit besonderen kulturellen Verdiensten geehrt und 2006 mit dem Kulturorden ausgezeichnet.
Ōyama malte im Nihonga-Stil, malte also meist Bilder mit Landschafts- und Tierthemen. Häufig malte er Karpfenbilder. Vom Mathematiker Oka Kiyoshi fertigte er ein Porträt an. In seiner Heimatstadt Nihonmatsu wurde für ihn das „Ōyama-Chūsaku-Kunstmuseum“ (大山忠作美術館, Ōyama Chūsaku bijutsukan) errichtet.